# Liste der Bischöfe von ’s-Hertogenbosch
Die folgenden Personen waren römisch-katholische Bischöfe von ’s-Hertogenbosch (Niederlande):

## Bischöfe (1561–1645)
- Franciscus Sonnius (10. März 1561 bis 13. März 1570) (dann Bischof von Antwerpen)
- Laurentius Metsius (13. März 1570 bis 18. September 1580)
- Clemens Crabeels (1584 bis 22. Oktober 1592)
- Ghisbertus Masius (25. Oktober 1593 bis 2. Juli 1614)
- Nicolaas Zoesius (10. Mai 1615 bis 22. August 1625)
- Michael Ophovius (13. September 1626 bis 4. November 1637)
- Henricus van de Leemputte (1637–1641) (Kapitularvikar)
- Joseph Bergaigne (13. Mai 1641 bis 24. Februar 1645)

## Kapitularvikare (1647–1658)
- Henricus van de Leemputte (1647–1656)
- Henricus Vos (1656–1657)
- Nicolaus van Broechoven (1657–1658)

## Apostolische Vikare (1657–1853)
- Jacobus de la Torre (1657–1661)
- Eugenius d'Allamont (1662–1666)
- Jadocus Houbraken (1666–1681)
- Guilielmus Bassery (1681–1691)
- Martinus Stevaert (1691–1701)
- Petrus Govarts (1701–1726)
- Gilbert van der Asdonck (1731–1742)
- Martinus van Litsenborg (1745–1756)
- Andreas Aerts (1763–1790)
- Antonius van Alphen (1790–1831)
- Henricus den Dubbelden (1831–1851)
- Joannes Zwijsen (1851–1853)

## Bischöfe (ab 1853 bis heute)
- Johannes Zwijsen (1853–1877)
- Adrianus Godschalk (1878–1892)
- Wilhelmus van de Ven (1892–1919)
- Arnoldus Frans Diepen (1919–1943)
- Wilhelmus Pieter Adrian Maria Mutsaerts (1943–1960)
- Wilhelmus Marinus Bekkers (1960–1966)
- Johannes Bluyssen (1966–1983)
- Johannes ter Schure, SDB (1985–1998)
- Antonius Lambertus Maria Hurkmans (1998–2016)
- Gerard Johannes Nicolaus de Korte (seit 2016)